# Ръфъс (град, Орегон)
Вижте пояснителната страница за други значения на Ръфъс.
Ръфъс (на английски: Rufus) е град в окръг Шърман, щата Орегон, САЩ. Ръфъс е с население от 249 жители (2010) /очаквани 243 през 2012 г./. Намира се на 71,6 m надморска височина. ЗИП кодът му е 97050, а телефонният му код е 541. Градът е кръстен на един от първите заселници Ръфъс Карол Уолис (на английски: Rufus Carrol Wallis).

## География
Според Бюрото за преброяване на населението на САЩ градът се простира на обща площ от 3,13 km², от които 3,08 km² е земя, а 0,05 km² е вода.